# غرأب العليا (لوداب)
غرأب العلیا (بالفارسية: گرآب علیا) هي قرية تقع في إيران في قسم لوداب الريفي. يقدر عدد سكانها بـ 34 نسمة بحسب إحصاء 2016.